# Bachia bicolor
Bachia bicolor là một loài thằn lằn trong họ Gymnophthalmidae. Loài này được Cope mô tả khoa học đầu tiên năm 1896.